# Anna Fidelus
Anna Halina Fidelus (ur. 1964) – polska pedagog, doktor habilitowany nauk społecznych, profesor nadzwyczajny Uniwersytetu Kardynała Stefana Wyszyńskiego w Warszawie, prorektor do spraw studenckich i kształcenia tej uczelni w kadencji 2016–2020.

## Życiorys
W 1987 ukończyła studia pedagogiczne w Wyższej Szkole Pedagogicznej w Częstochowie. Podjęła pracę nauczyciela w szkole podstawowej, w tym pełniła funkcje pedagoga szkolnego i dyrektora szkoły. W 1999 została nauczycielem akademickim w Uniwersytecie Jana Kochanowskiego w Kielcach Filia w Piotrkowie Trybunalskim. W 2000 uzyskała w Instytucie Badań Edukacyjnych stopień naukowy doktora nauk humanistycznych na podstawie napisanej pod kierunkiem Mirosława Józefa Szymańskiego rozprawy pt. Potrzeby samodoskonalenia nauczycieli szkół podstawowych byłego województwa piotrkowskiego. Na Wydziale Nauk Pedagogicznych Uniwersytetu Mikołaja Kopernika w Toruniu na podstawie dorobku naukowego oraz rozprawy pt. Determinanty readaptacji społecznej skazanych w 2013 uzyskała stopień doktora habilitowanego nauk społecznych w dyscyplinie pedagogika specjalności pedagogika specjalna, pedagogika resocjalizacyjna. W 2000 podjęła pracę w UKSW. Została profesorem nadzwyczajnym w Wydziale Nauk Pedagogicznych UKSW, gdzie pełniła m.in. funkcję prodziekana. Objęła funkcję kierownika Katedry Profilaktyki Społecznej i Resocjalizacji na tym wydziale.
Jest mężatką i ma dwoje dorosłych dzieci